# Goniothalamus shraddhae
Goniothalamus shraddhae är en kirimojaväxtart som beskrevs av S. R. Dutta och Sarah M. Almeida. Goniothalamus shraddhae ingår i släktet Goniothalamus och familjen kirimojaväxter. Inga underarter finns listade i Catalogue of Life.